# De Gevallen Mens

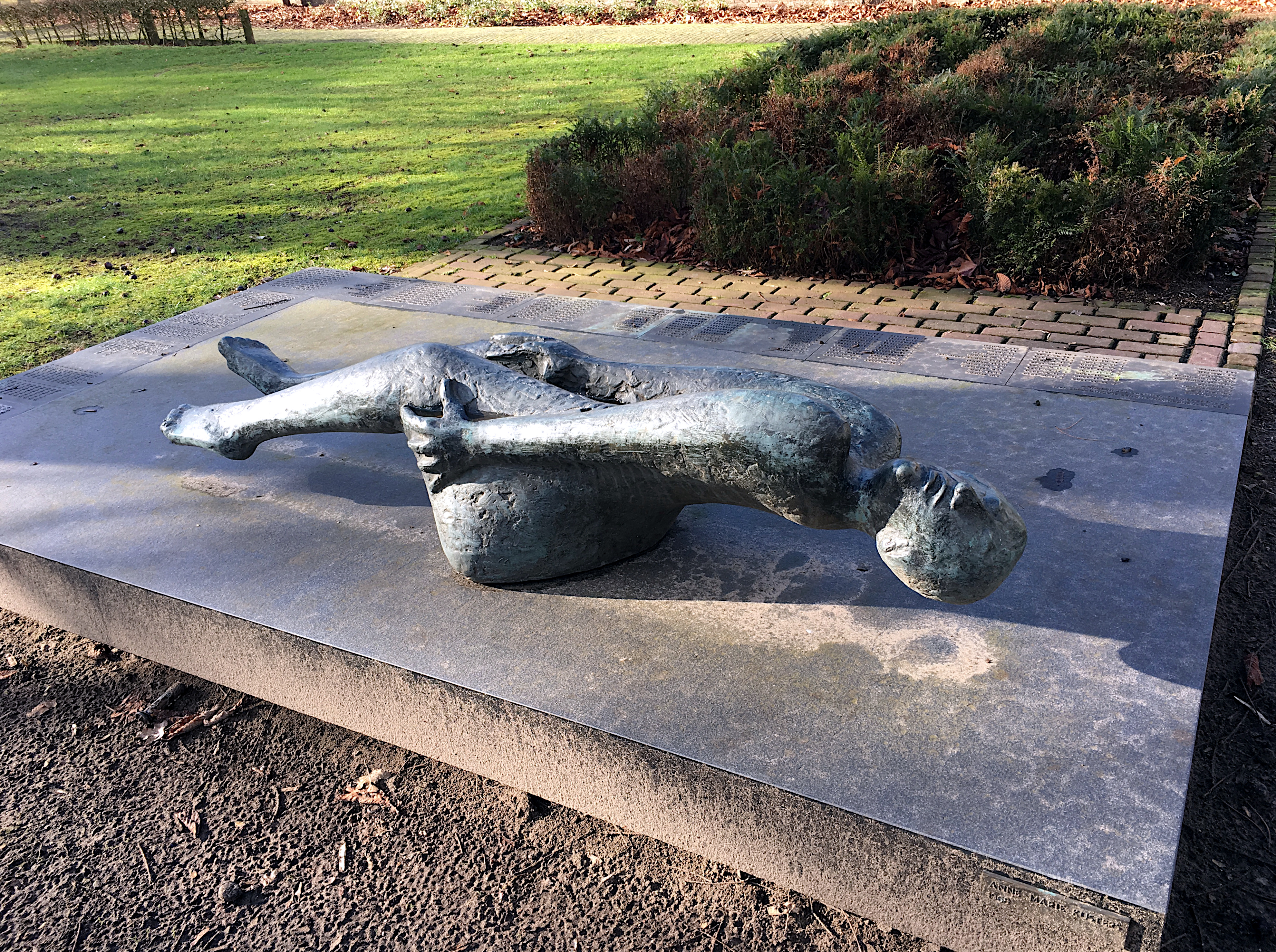
Het monument De Gevallen Mens

De Gevallen Mens is een Nederlands oorlogsmonument ter nagedachtenis aan oorlogsslachtoffers uit de Nederlandse gemeente Asten.
Slachtoffers van de Tweede Wereldoorlog, de politionele acties in het voormalige Nederlands-Indië en overledenen in dienst van de Verenigde Naties worden herdacht middels het monument. In het bijzonder herinnert het monument aan burgemeester Wijnen van gemeente Asten die in 1944 door de bezetter werd vermoord. De inscriptie vermeldt het volgende: ‘Hier herdenken wij al onze slachtoffers van oorlogsgeweld van 1940 tot heden’. 

## Locatie
De Gevallen Mens is gelegen in het Moussaultpark in Asten. Dit kleine park grenst aan de centrale begraafplaats in het centrum van het dorp, die weer aan de Heilige Maria Presentatiekerk grenst. Het monument is ter nagedachtenis aan slachtoffers waarvan er enkelen ook begraven liggen op deze begraafplaats, waardoor de ligging ervan niet onverwacht is.

## Ontstaansgeschiedenis
In 1963 kwamen er voor het eerst concrete plannen voor een gedenkteken voor Astense bezettings- en oorlogsslachtoffers. De uit Asten afkomstige kunstenares Anne-Marie Kusters werd door de gemeente gevraagd om een ontwerp te maken en de financiële steun kwam via een collecte en inzamelingsacties. Het monument werd in 1968 onthuld. Het was voor het lokale bedrijf Klokkengieterij Eijsbouts het eerste bronzen beeld dat zij vervaardigden. Na enkele jaren werd het monument de vaste plaats om oorlogsslachtoffers te herdenken in Asten.

## Vormgeving
Het monument is een bronzen beeld, geplaatst op een granieten bodemplaat. Het beeldt een liggende, naakte vrouw uit die slachtoffer is van oorlogsgeweld. De vorm van het monument illustreert de slag om de Peel, waarbij veel vrouwen om het leven kwamen. Na regen ontstaat er op de buik van de vrouw een vogelbad. Dit is een symbolische verwijzing naar het feit dat het leven doorgaat, ondanks de zware verliezen van oorlog.
In 2008 werden er een negen bronzen plaquettes toegevoegd aan het monument met de namen van 94 slachtoffers die zijn omgekomen in de Tweede Wereldoorlog of tijdens de politionele acties in voormalig Nederlands-Indië. Het monument werd tevens gerenoveerd in dat jaar, waarbij een oude sokkel werd verwijderd en de granieten grondplaat werd geplaatst.

## Bijzonderheid
De namenlijst van slachtoffers die in eerste instantie op het monument vermeld was bestond uit 54 namen. In 2008 konden er veertig namen van Astense oorlogsslachtoffers worden toegevoegd. Er is nadrukkelijk onderzoek gedaan naar het oorlogsverleden van deze slachtoffers alvorens de namen op het monument werden geplaatst.
Bij het monument worden jaarlijks op 4 mei officieel de oorlogsslachtoffers herdacht. Er wordt een krans gelegd door de burgemeester en inwoners van Asten leggen bloemen bij het monument.